# Fantastic Journey
Fantastic Journey, ou Gokujou Parodius! (極上パロディウス 〜過去の栄光を求めて〜) au Japon, est un jeu vidéo de type shoot 'em up développé et édité par Konami en 1994 sur borne d'arcade. Il s'agit d'une transposition du concept de Gradius et d'autres jeux de tir dans un univers décalé et parodique.

## Système de jeu
Voir le système de jeu de la série.

## Niveaux
| No.       | Niveau                  | Commentaire | Musique du niveau | Boss                                                                                           | Musique du boss                                                                         |
| --------- | ----------------------- | --- | --- | ---------------------------------------------------------------------------------------------- | --------------------------------------------------------------------------------------- |
| 1         | Pinces                  | Des pinces ramassent et laissent tomber des peluches. On peut voir le logo de Circo Porto, un centre de loisirs ayant appartenu à Konami. On peut aussi apercevoir une poupée évoquant Yuri, un personnage de Mystic Warriors, un autre jeu de Konami.                                              | Glenn Miller, In the Mood (la version PSP a Turkey in the Straw) | Anna Pavlova et Melora                                                                         | Bizet, opéra Carmen, prélude à l’acte 1, « Les Toréadors »                              |
| 2         | Chat de mer             | Un chat sous-marin apparaît tout au long du niveau, qui est la mer de l’opus précédent. On retrouve Captain Penguinovski III coulé au fond de l’eau. | Souza, The Stars and Stripes Forever | Neil et Eliza                                                                                  | Konami Kukeiha Club, C’est moi Eliza (composition originale)                            |
| 3         | Confiserie              | Le personnage se creuse un chemin dans un gâteau gigantesque, où sont enfouis divers obstacles. Ce niveau reprend le principe de la seconde moitié du troisième niveau de Gradius III. Le jeu Bio Miracle Bokutte Upa présente également un niveau où l’on creuse dans un gâteau.                   | Johann Strauss II, Tritsch-Tratsch-Polka | Decoration Core (parodie de Big Core, boss du troisième niveau de Gradius III)                 | Pérez Prado, Mambo No. 5 (la version PSP a Leon Jessel, La Parade des soldats de bois). |
| 4         | Signalisation           | Parodie d’Air Buster avec une vitesse de défilement au double de la normale (tirée de Gradius II et III). Différents pièges sont signalés par des panneaux de signalisation japonais. | Rossini, ouverture de Guillaume Tell, quatrième partie, « la révolte des Suisses ». | Crazy Core                                                                                     | Konami Kukeiha Club, Gradius, « Aircraft Carrier »                                      |
| 5         | Boss SD                 | Les boss de la série Gradius apparaissent en version rétrécie. Le décor est pour une fois habituel à la série Gradius. Les sprites ou motifs de certains ennemis sont basés sur des jeux classiques tels que Zebius ou Galaga de Namco, ou encore Space Invaders de Taito.                          | Pot-pourri de chansons traditionnelles du monde : Yankee Doodle (États-Unis), Hořela lipka, hořela (Tchécoslovaquie), Mary Had a Little Lamb (États-Unis), London Bridge Is Falling Down (Angleterre), Elle descend de la montagne à cheval (États-Unis)                                     | Cappuccino (capsule monstrueuse)                                                               | Mozart, Sonate pour piano nº 11, troisième mouvement, « Marche Turque »                 |
| 6         | Surface de la Lune      | Niveau au style graphique traditionnel japonais. Celui-ci s’inspire pour le contenu de Kaguya-hime, mais aussi du lapin lunaire. Au milieu du niveau apparaît un usu géant en guise d’obstacle. | Pot-pourri de comptines japonaises : Usagi (le lapin), Kagome Kagome, Sakura sakura (cerisier cerisier), Edo Nihonbashi, Tōryanse (tu peux passer), Haseo Sugiyama, Hanayome Ningyō (la poupée mariée)                                                                                       | Princesse Kaguya : des lapins façon Chōjū-giga volent pour attaquer comme dans Genpei Tōma Den | Zui-zui-zukkorobashi (comptine japonaise)                                               |
| 7         | Disco                   | Le niveau reprend quasi à l’identique le plan du dernier niveau de Gradius II. Il est divisé en deux parties, d’abord où il faut se faufiler entre les ennemis, puis on retrouve Chichibinta Rika de Parodius, géante et indestructible dont il faut éviter les mouvements.                         | Dvořák, Symphonie du nouveau monde, quatrième mouvement. | Chichibinta Rika                                                                               | Konami Kukeiha Club, Gradius II: Gofer no Yabō, « The Final Enemy ».                    |
| 7         | Disco                   | Le niveau reprend quasi à l’identique le plan du dernier niveau de Gradius II. Il est divisé en deux parties, d’abord où il faut se faufiler entre les ennemis, puis on retrouve Chichibinta Rika de Parodius, géante et indestructible dont il faut éviter les mouvements.                         | Dvořák, Symphonie du nouveau monde, quatrième mouvement. | Tako no A-Ko                                                                                   | Konami Kukeiha Club, « Aircraft Carrier »                                               |
| Aléatoire | Vaisseau de guerre moaï | Ce niveau apparaît aléatoirement entre deux niveaux. C'est une reprise du vasseau moaï de Parodius, lui-même issu de R-Type. Si le personnage perd une vie, on passe au niveau suivant. Les flammes ne sont pas dangereuses. Le boss intermédiaire ressemble à Venom dans la version MSX de Gradius | Wagner, L'Anneau du Nibelung, « Chevauchée des Walkyries » | Yoshiko et Yoshio                                                                              | Sarasate, Zigeunerweisen                                                                |
| Aléatoire | Vaisseau de guerre moaï | Ce niveau apparaît aléatoirement entre deux niveaux. C'est une reprise du vasseau moaï de Parodius, lui-même issu de R-Type. Si le personnage perd une vie, on passe au niveau suivant. Les flammes ne sont pas dangereuses. Le boss intermédiaire ressemble à Venom dans la version MSX de Gradius | Gradius II: Gofer no Yabō, « The Old Stone Age » | Yoshiko et Yoshio                                                                              | Mozart, Symphonie nº 25, premier mouvement                                              |
| Spécial   | Spécial                 | Niveau qui suit la fin du jeu, et dont le niveau de difficulté est très élevé. | Pot-pourri de shoot 'em up classiques : Konami Kukeiha Club, « Memory of Shooting », Gradius, « Challenger 1985 », Twinbee, « Power up », Salamander, « Power of Anger », A-Jax, « Command 770 », Gradius III, « Aqua Illusion », Thunder Cross, « Skywalker », Gradius II, « Burning Heat » | Pentarō-X                                                                                      | Rimski-Korsakov, Le Vol du bourdon                                                      |

## Personnages et équipement
L’équipement change selon le personnage, à ceci près qu’il n’y a pas de différence entre le joueur 1 et le joueur 2. Le nombre d’option n’est pas limité en mode deux joueurs.
| Personnage  | Personnage   | Jauge    | Jauge                          | Jauge                  | Jauge                      | Jauge                      | Jauge | Jauge                          |
| Joueur 1    | Joueur 2     | 1        | 2                              | 3                      | 4                          | 5                          | 6     | 7                              |
| ----------- | ------------ | -------- | ------------------------------ | ---------------------- | -------------------------- | -------------------------- | ----- | ------------------------------ |
| Vic Viper   | Lord British | Speed up | Missile                        | Double                 | Laser                      | Option                     | Oh!   | Shield                         |
| Vic Viper   | Lord British | Speed up | Missile                        | Double                 | Laser                      | Option                     | Oh!   | Force field                    |
| Takosuke    | Belial       | Speed up | 2-way Missile                  | Tail gun               | Ripple laser               | Option                     | Oh!   | Octopus trap                   |
| Twinbee     | Winbee       | Speed up | Rocket punch                   | Tail gun               | 3-Way                      | Option (convergente)       | Oh!   | Force field                    |
| Pentarou    | Hanako       | Speed up | Potton missile                 | Double                 | Spread gun                 | Option (convergente)       | Oh!   | Bubble                         |
| Hikaru      | Akane        | Speed up | Hawkwind                       | Spread bomb            | Carrot                     | Formation option           | Oh!   | Star                           |
| Hikaru      | Akane        | Speed up | Hawkwind                       | Tail gun               | Boomerang shot             | Formation option           | Oh!   | Shield                         |
| Mambo       | Samba        | Speed up | Bubble missile                 | Control laser          | Screw laser                | Homing laser               | Oh!   | Barrier                        |
| Mambo       | Samba        | Speed up | Homing missile                 | Reflect laser          | Screw laser                | Grade up                   | Oh!   | Shield                         |
| Michael     | Gabriel      | Speed up | Homing missile                 | Round shot             | Wave laser                 | Grade up                   | Oh!   | Aura                           |
| Koitsu      | Aitsu        | Speed up | Koitsu missile (Aitsu missile) | Koitsu way (Aitsu way) | Koitsu laser (Aitsu laser) | Koitsu power (Aitsu power) | Oh!   | Koitsu barrier (Aitsu barrier) |
| Goemon      | Ebisu-maru   | Speed up | Spread bomb                    | Double                 | Twin laser                 | Option                     | Oh!   | Reduce                         |
| Dracula-kun | Kid Dracula  | Speed up | Macro missile                  | Round vulcan           | Needle cracker             | Grade up                   | Oh!   | Change                         |
| Upa         | Rupa         | Speed up | Homing missile                 | Wide shot              | Laser                      | Grade up                   | Oh!   | Mega crush                     |

La version arcade est sur fond bleu, et la version SNES sur fond rouge.

## Rééditions
- 1994 - Super Famicom (le 25 novembre) seulement au Japon ;
- 1994 / 1995 - PlayStation et Saturn dans la compilation Parodius Deluxe Pack ;
- 2007 - PlayStation Portable dans la compilaton Parodius Portable ;
- 2007-2008 en trois parties sur téléphone mobile.

## Autres apparitions
- Hikaru et Koitsu de Gokujou Parodius!, réapparaître comme dans le jeu vidéo nanogramme Pixel Puzzle Collection.